# Мерва (село)
Ме́рва (укр. Мерва) — село в Берестечковской городской общине Луцкого района Волынской области Украины.
До 2020 года входило в Гороховский район.
Код КОАТУУ — 0720883801. Население по переписи 2001 года составляет 534 человека. Почтовый индекс — 45766. Телефонный код — 3379.